# دالي راندريانتيفي
دالي راندريانتيفي (بالفرنسية: Dally Randriantefy) مواليد 23 فبراير 1977 في أنتاناناريفو، هي لاعبة كرة مضرب سابقة بدأت مسيرتها كمحترفة سنة 1994 وكانت تلعب باليد اليمنى، اعتزلت اللعب في 2006. أعلى تصنيف لها في الفردي كان المركز الـ 44 في سنة 2005. سبق أن شاركت في دورة الألعاب الأولمبية الصيفية.

## روابط خارجية
- دالي راندريانتيفي على موقع رابطة محترفات التنس (الإنجليزية)
- دالي راندريانتيفي على موقع الاتحاد الدولي لكرة المضرب (الإنجليزية)
- دالي راندريانتيفي على موقع كأس بيلي جين كينغ (الإنجليزية)
- دالي راندريانتيفي على موقع خلاصة التنس.كوم (الإنجليزية)
- دالي راندريانتيفي على موقع اللجنة الأولمبية الدولية (الإنجليزية)
- دالي راندريانتيفي على موقع أوليمبيديا (الإنجليزية)